# The Sinister Urge (film)
Pour les articles homonymes, voir The Sinister Urge.
The Sinister Urge est un film américain réalisé par Ed Wood, sorti en 1960.

## Synopsis
Le Lieutenant Carson  est chargé d'enquêter sur une série de meurtres en lien avec l’industrie pornographique.

## Fiche technique
- Titre : The Sinister Urge
- Réalisation : Ed Wood
- Scénario : Ed Wood
- Production : Roy Reid
- Musique : Michael Terr
- Photographie : William C. Thompson
- Montage : John Soh
- Pays de production : États-Unis
- Format : Noir et blanc - 1,37:1 - Mono
- Genre : Thriller, drame
- Durée : 71 minutes
- Date de sortie : 1960

## Distribution
- Kenne Duncan : Lt. Matt Carson
- Duke Moore : Sgt. Randy Stone
- Jean Fontaine : Gloria Henderson
- Carl Anthony : Johnny Ryde
- Dino Fantini : Dirk Williams
- Jeanne Willardson : Mary Smith
- Harvey B. Dunn : Mr. Romaine
- Reed Howes : Inspecteur de police
- Ed Wood : (non crédité)

## Remarque
Rob Zombie a sorti une chanson du même nom en s'inspirant du film en 2001.